# Alexandrina Maria da Costa
Alexandrina Maria da Costa (Balazar, 30 marzo 1904 – Balazar, 13 ottobre 1955) è stata una mistica portoghese, membro dell'associazione dei cooperatori salesiani. È stata beatificata da papa Giovanni Paolo II nel 2004.

## Biografia

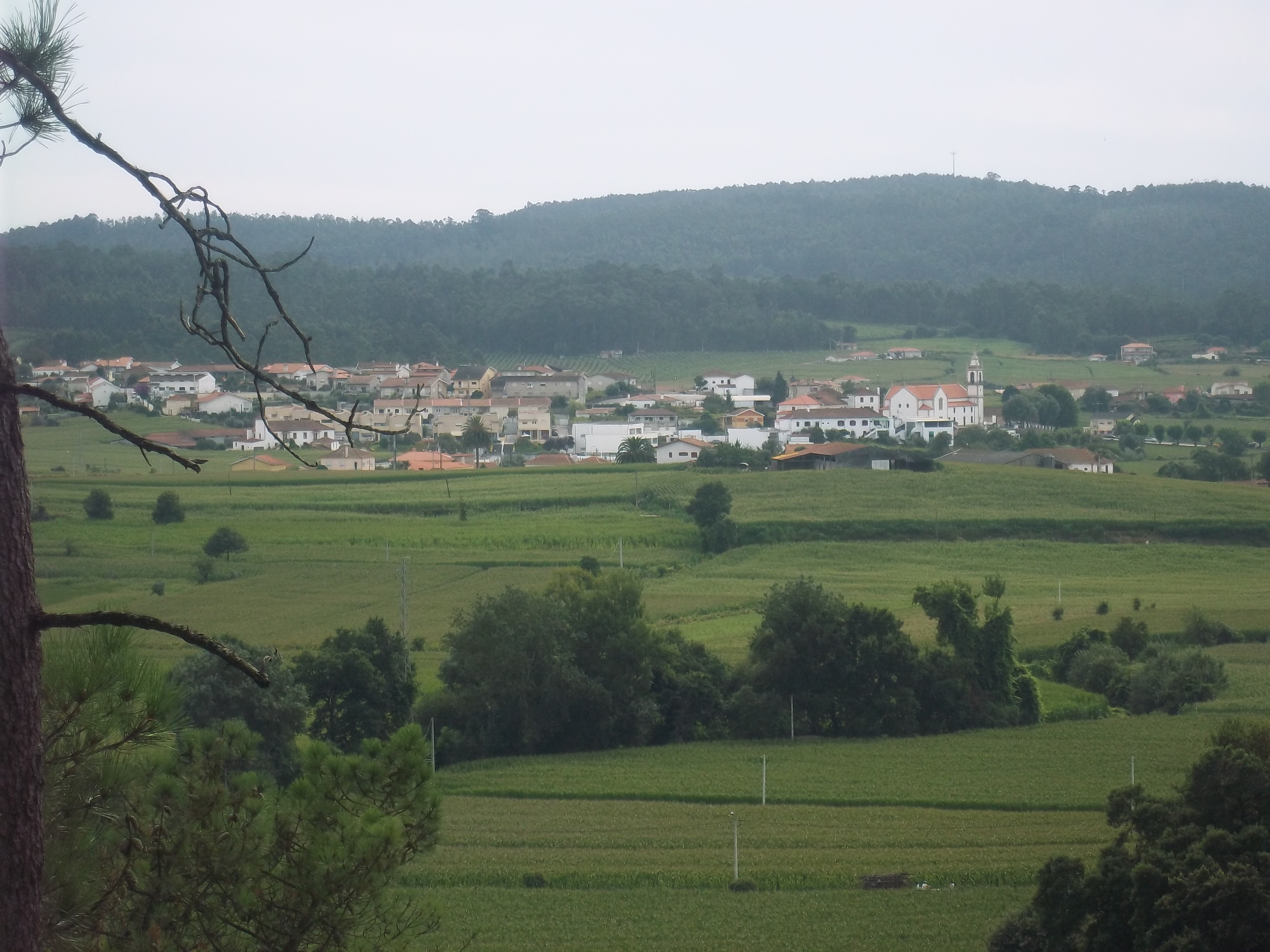
Balazar, Póvoa de Varzim

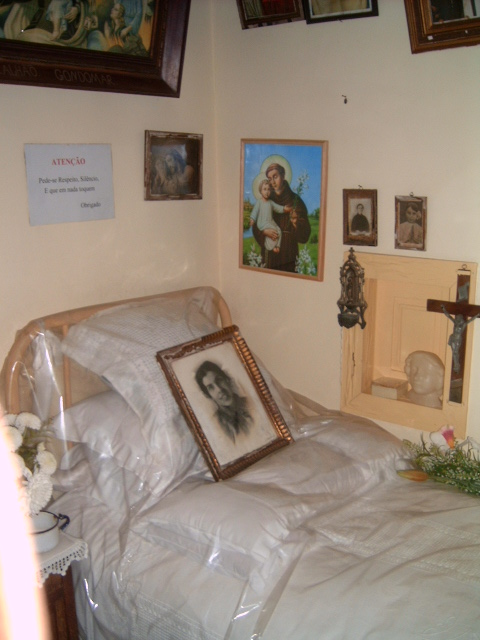
La stanza della Beata Alexandrina di Balazar

Nata a Balazar, una frazione di Póvoa de Varzim, in provincia di Porto, il 30 marzo 1904, fu educata cristianamente dalla madre insieme alla sorella Deolinda. A sette anni, per poter frequentare la scuola elementare che a Balasar mancava, fu mandata a Póvoa de Varzim. Tornata a Balazar, andò ad abitare con la madre e la sorella nella località "Calvario", dove rimase fino alla morte.
A dodici anni si ammalò gravemente, rischiando di morire: si salvò, ma il suo fisico rimase segnato per sempre. A quattordici anni, il Sabato Santo del 1918, un tragico episodio, per il quale è stata accostata a santa Maria Goretti, modificò la sua vita: alcuni uomini riuscirono, forzando la porta, a entrare nella stanza dove era intenta a cucire, insieme alla sorella Deolinda e a una terza ragazza; per sfuggire a un tentativo di violenza, si gettò dalla finestra da un'altezza di quattro metri. Le conseguenze furono gravissime anche se si manifestarono gradualmente: fino a diciannove anni, anche se tutta rattrappita, riusciva ancora a trascinarsi in chiesa, poi le articolazioni peggiorarono, tra atroci dolori, fino alla completa paralisi, che la costrinse a letto dal 14 aprile 1925 fino alla morte, per trent'anni.
Dopo aver chiesto inizialmente la grazia della guarigione, successivamente si «offrì come vittima a Cristo per la conversione dei peccatori e per la pace nel mondo». Risalgono a questo periodo i primi fenomeni mistici, vissuti in unione spirituale con Gesù e Maria.
Dal 3 ottobre 1938 al 24 marzo 1942 visse ogni venerdì le sofferenze della Passione. Dal 1934, su invito del padre gesuita Mariano Pinho, suo direttore spirituale fino al 1941, mise per iscritto quello che Gesù le aveva detto, chiedendo anche nel 1936 al Papa, per mezzo di padre Pinho, la consacrazione del mondo al Cuore Immacolato di Maria, come Gesù le avrebbe richiesto.
Dal 27 marzo 1942 cessò di alimentarsi, assumendo ogni giorno soltanto l'Eucaristia. Nel 1943, per quaranta giorni, ne furono strettamente controllati dai medici il digiuno praticamente assoluto e l'anuria, nell'ospedale della Foce del Duero presso Porto.
Nel 1944 si iscrisse all'Unione dei Cooperatori Salesiani, iniziando a pregare per la santificazione dei Cooperatori di tutto il mondo. Nonostante le sofferenze, continuò a interessarsi al bene spirituale dei fedeli della sua parrocchia, specialmente i poveri, promuovendo inoltre nella stessa iniziative come i tridui e le Quarantore.
Il 7 gennaio 1955 le sarebbe stato preannunciato che quello sarebbe stato l'anno della sua morte. Il 12 ottobre volle ricevere l'Estrema unzione. Morì alle 19:30 del 13 ottobre 1955.

## Il culto

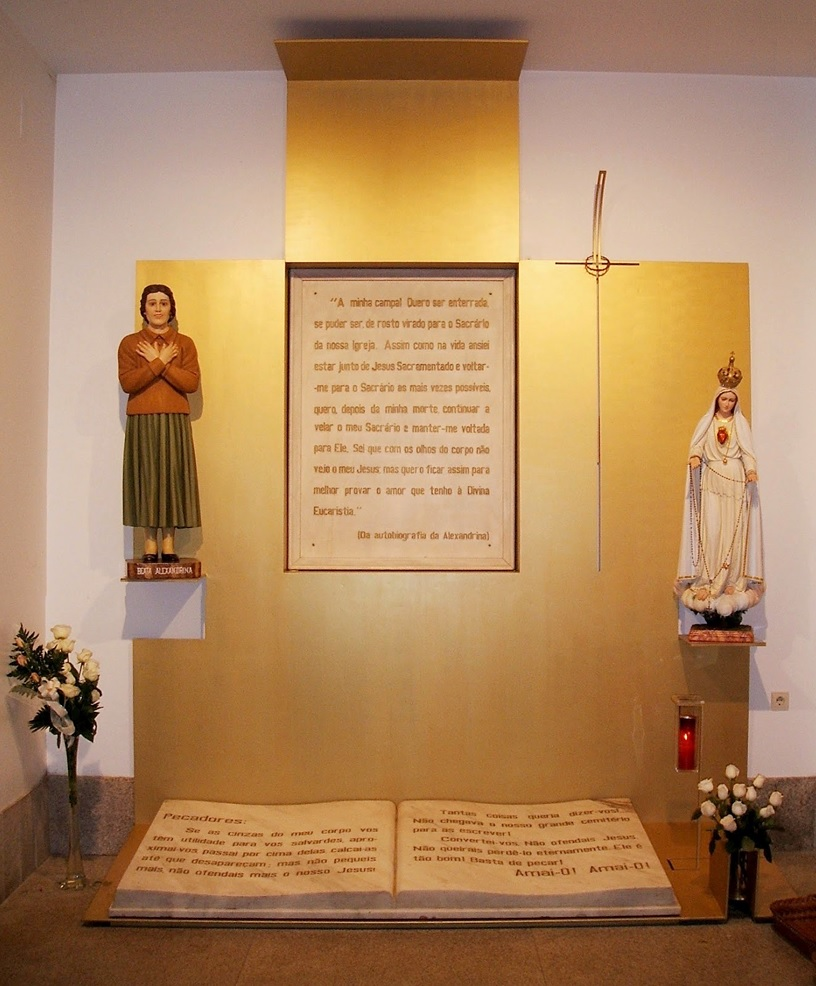
La tomba della Beata Alexandrina.

Il processo di beatificazione iniziò il 14 gennaio 1967. Dichiarata venerabile il 21 dicembre 1995, il 25 aprile 2004 è stata proclamata beata da papa Giovanni Paolo II. La memoria liturgica è il 13 ottobre.

## Scritti
- PASQUALE, Umberto Maria; Fatima e Balasar – celeste gemellaggio, Casa Editrice Mimep-Docete, 2012.
- COSTA, Alexandrina Maria da; Croce di Trionfo: Un amore che non ha né condizioni né limiti!, Casa Editrice Mimep-Docete, 2011.
- COSTA, Alexandrina Maria da; Anima pura, cuore di fuoco, Casa Editrice Mimep-Docete, 2008.
- COSTA, Alexandrina Maria da; L'amor che muove il sole e l'altre stelle, Casa Editrice Mimep-Docete, 2008.
- COSTA, Alexandrina Maria da; Zampilli incandescenti. Alexandrina mediatrice, Casa Editrice Mimep-Docete, 2007.
- COSTA, Alexandrina Maria da; Ho sete di voi, Casa Editrice Mimep-Docete, 2004.
- COSTA, Alexandrina Maria da; Solo per amore, Casa Editrice Mimep-Docete, 2006.
- COSTA, Alexandrina Maria da; Il sorriso nella croce. Breve biografia di un'anima vittima, Gamba Edizioni, 2010
- COSTA, Alexandrina Maria da; Quei due cuori, Gamba Edizioni, 2010.
- ...Come l'ape di fiore in fiore...L'opera di amore e di riparazione a Gesù eucaristico., Elledici, 1999.